# Tolmerus cingulatus
Tolmerus cingulatus là một loài ruồi trong họ Asilidae. Tolmerus cingulatus được Fabricius miêu tả năm 1781.

## Hình ảnh

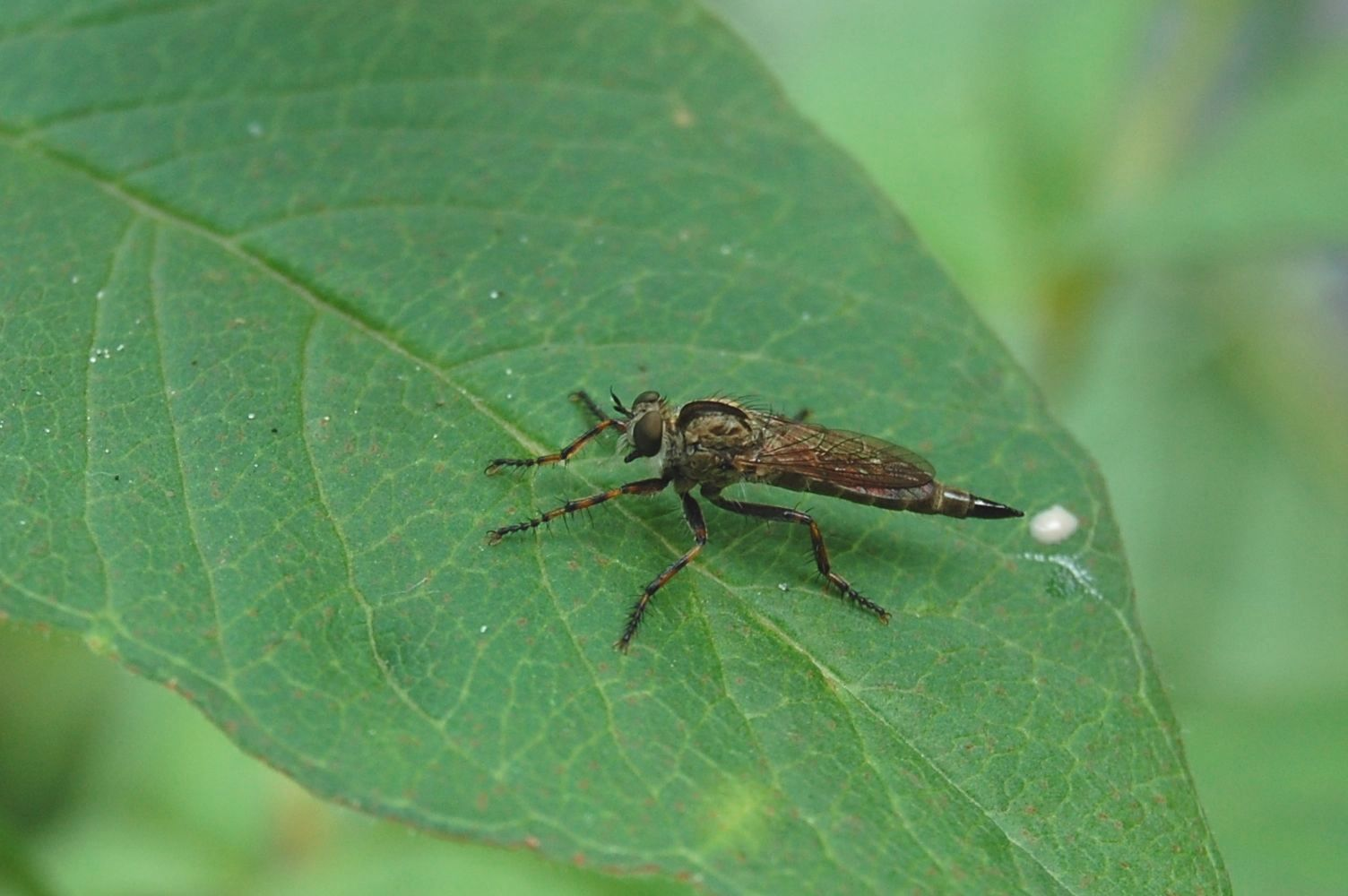
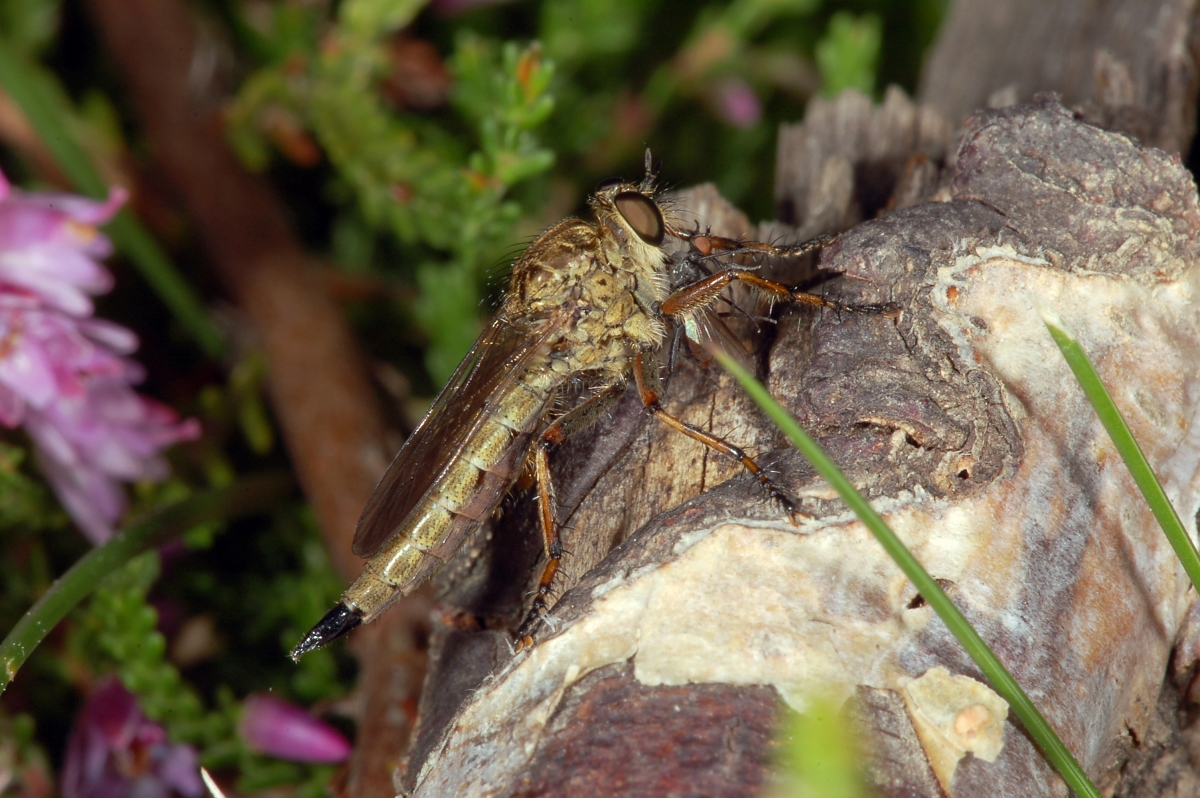
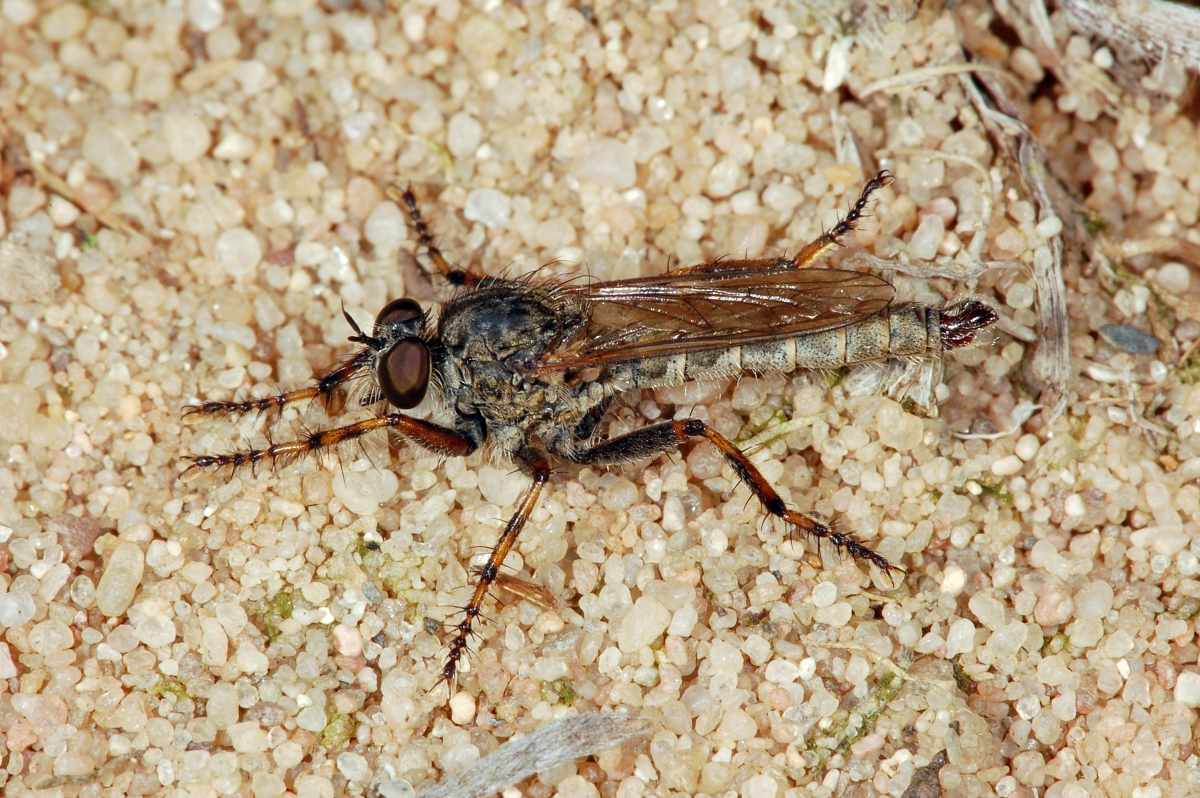
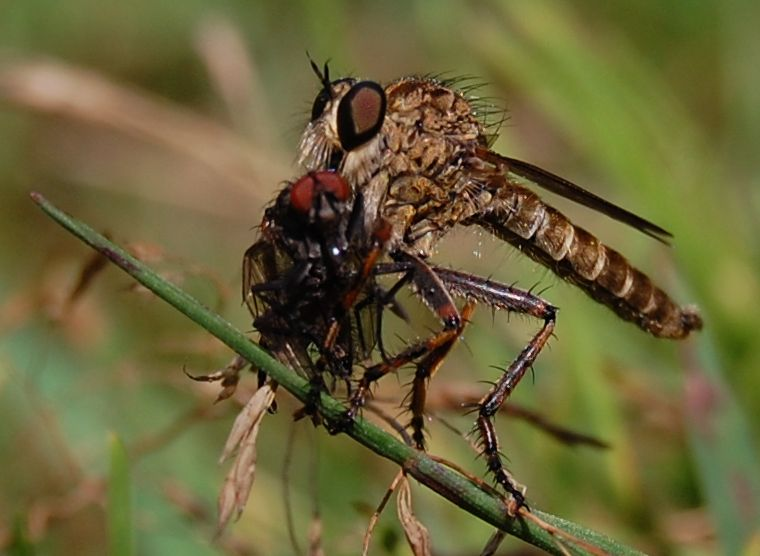